# Onkel Filser – Allerneueste Lausbubengeschichten
Onkel Filser – Allerneueste Lausbubengeschichten ist der dritte Teil der Lausbubenfilme nach Motiven von Ludwig Thoma. Regie führt Werner Jacobs. Michl Lang ist in der Titelrolle als Onkel Filser besetzt, Hansi Kraus als dessen Neffe Ludwig Thoma. Neben Fritz Tillmann, Monika Dahlberg, Hans Quest, Elfie Pertramer, Gustav Knuth und Beppo Brem sowie weiteren bekannten Schauspielern stehen auch Elisabeth Flickenschildt als Tante Frieda und Heidelinde Weis als Cousine Cora Reiser auf der Besetzungsliste.
Die Uraufführung des Films fand am 20. Dezember 1966 statt. Das Filmplakat empfahl den Film seinerzeit mit den Worten: „Neue tolle Späße für alle, die gern herzlich lachen!“

## Handlung
Bayern im Jahre 1886. Der Lausbub Ludwig muss wieder einmal das Gymnasium wechseln. Sein Onkel und Firmpate, der Landtagsabgeordnete Josef Filser, soll sich diesmal um ihn kümmern und reist mit seinem Neffen nach München. Dort wohnen beide bei der Familie Damböck. Schon bald macht das Gerücht die Runde, dass Filser ein uneheliches Kind habe. Ludwig setzt sich für die Ehre seines Onkels auf seine ganz spezielle Art ein.
Daheim versucht der Bezirksamtmann Traugott Stiebner inzwischen, die Witwe Thoma zugunsten seines Schwagers aus ihrem Haus zu vertreiben. Obwohl Ludwig seiner Mutter versprochen hat, sich auf die Schule zu konzentrieren, regt er sich mächtig auf, als er von ihr einen Brief bekommt, in dem sie ihm mitteilt, dass sie ihr Zuhause binnen kurzer Frist verlassen soll, zumal in dem Schreiben Tränenspuren erkennbar sind. Da kann Ludwig doch nicht einfach tatenlos zusehen. Er bespricht sich mit seinem Onkel, der immerhin Landtagsabgeordneter ist, aber auch nicht so recht weiß, was zu tun ist. Ludwig meint, er sehe schon, er müsse das wohl selbst regeln. Er sucht und findet einen Weg, um übers Wochenende nach Hause fahren zu können. Zuvor besorgt er sich in einer Tierhandlung jedoch etliche Reptilien und zahlreiche Frösche. Ludwig kommt gerade zu Hause an, als der Bezirksamtmann seinem Schwager das Haus zeigt. Und natürlich wäre Ludwig nicht Ludwig, wenn er sich nicht allerlei Dinge ausgedacht hätte, die die Männer davon abhalten sollen, seiner Mutter das Haus wegzunehmen.
Im Dienstzimmer des Bezirksamtmannes setzt Ludwig Schlangen und andere Reptilien sowie Frösche aus, worauf Stiebner genau so reagiert, wie Ludwig sich das erhofft hatte. Eine weitere Gelegenheit zu einem Streich bietet sich ihm dadurch, dass der Bezirksamtmann ein Denkmal seines Schwagers hat aufstellen lassen, das eine barbusige Frau zeigt. Ludwig bekommt mit, dass vor allem die weiblichen Bewohner des Städtchens sich empört zeigen und sich an den Kaplan Falkenberg (genannt Kindlein) wenden. Mit diesem gemeinsam entfernt Ludwig eines nachts die Brüste, sodass das Denkmal an ihrer Stelle nur noch zwei Löcher zeigt. Da der Prinzregent und der Kronprinz von Preußen bei der feierlichen Enthüllung anwesend sind, ist der Bezirksamtmann der Lächerlichkeit preisgegeben und wird abgesetzt. Stiebner hat zwar einen Räumungsbefehl erwirkt, wird jedoch bei dessen Vollstreckung von Filser, der nicht untätig war, darauf hingewiesen, dass er nichts mehr zu melden habe und präsentiert ihm  sogleich seinen Nachfolger. Stiebner und seinem Schwager bleibt nur noch der Rückzug. Währenddessen wird im Haus Thoma das Kind von Ludwigs Schwester Ännchen geboren.
Der Film endet mit der Taufe der Kinder von Ännchen und Ludwigs Cousine Cora durch den Pfarrer Falkenberg (genannt Kindlein). Beide Jungen erhalten ebenfalls den Namen Ludwig, sodass Änchens Schwiegervater Gustav bemerkt, nun sei eine ganze Dynastie geboren.

## Produktion und Veröffentlichung
Der Film entstand unter der Regie von Werner Jacobs und wurde von Franz Seitz in bayerisch-preußischer Gemeinschaftsproduktion mit Constantin Film produziert. Er kam am 20. Dezember 1966 in die westdeutschen Kinos. Später erschien er auf VHS und Euro Video gab in einer limitierten Auflage eine Gesamtbox mit allen fünf Lausbuben-Filmen auf DVD heraus.

## Kritik
Cinema stellte lakonisch fest: „Lahmer dritter Teil der Ludwig-Thoma-G’schichten.“
Auch das Lexikon des internationalen Films hielt seine Kritik kurz. Dort hieß es: „Dritte Auflage der Lausbubengeschichten nach Motiven von Ludwig Thoma, diesmal … in derbem Schwankstil inszeniert.“
Im Evangelischen Filmbeobachter hieß es bedauernd: „Der dritte Teil der Auswertung von Ludwig Thomas nicht nur humorvoller, sondern auch zeitsatirischer Erzählkunst in Form einer leider nicht mehr als oberflächlich unterhaltenden Leinwand-Gaudi.“
Oliver Armknecht befasste sich bei film-rezensionen mit dem Film und meinte, wer die beiden Vorgängerfilme gesehen habe, würde bereits wissen, was ihne erwarte, „wirkliche Neuerungen“ seien – „wie der wenig kreative Titel bereits“ verrate – „hier nicht zu finden“. Der Film biete ein „eher müdes Vergnügen“. Armknecht bewertete den Film mit fünf von 10 möglichen Punkten und fasste zusammen: „‚Onkel Filser‘ glänzt kaum mit Neuerungen, wie schon seine beiden Vorgänger setzt auch die dritte der fünf ‚Lausbubengeschichten‘ auf eine Mischung aus kleinen Streichen und satirischen Spitzen. Letztere sind teilweise heute noch amüsant, insgesamt ist der Film aber eine recht müde und harmlose Komödie.“